# Shaqroun Al-Wajdiji al-Tilimsani
Shaqroun Al-Wajdiji al-Tilimsani (en arabe : شقرون الوجديجي التلمساني) , était un éminent juriste malékite originaire de Tlemcen. Né vers 1503 et mort aux alentours de 1574 à Fès, il était surnommé à son époque Malik al-Saghir en raison de sa grande maîtrise de la jurisprudence malékite. 
En 1559, il quitta Tlemcen pour Fès en raison de l'instabilité politique qui régnait alors. À Fès, il fut nommé mufti par le sultan saadien Abdallah El-Ghalib. Il enseigna également au sein de son palais, où de nombreux étudiants vinrent bénéficier de son savoir jusqu’à sa mort.

## Biographie
De son nom complet, Mohamed Shaqroun Ben Hibatallah Al-Wajdiji, originaire de Tlemcen — d’où son surnom al-Tilimsani —, est né en 908 de l’hégire (1502-1503). Il fut mufti de sa ville natale avant d’émigrer vers Fès aux alentours de 1559, suivant l’exemple de nombreux érudits tlemcéniens. Cette migration était motivée par les troubles internes qui marquèrent les dernières années du royaume zianide, pris en étau entre la pression des Banū Wattas à l’ouest et celle des Ottomans à l’est, créant un climat d’instabilité et de restrictions.
À Fès, il fut chaleureusement accueilli par le sultan saadien Abdallah El-Ghalib, qui l’intégra à sa cour, le nommant mufti de Marrakech et commandeur des sciences dans la région. Shaqroun dispensait son savoir lors de majalis (assemblées de savoir) où se pressaient de nombreux érudits, y compris le sultan lui-même.
Reconnu pour son exceptionnelle maîtrise du droit malékite, il était surnommé Malik Al-Saghir (« le petit Malik »). Il excellait également dans l’art de l’éloquence (al-Bayan, une branche de la rhétorique arabe) ainsi qu’en logique. En dehors des cercles de la cour, il enseignait le Mukhtasar d’Ibn al-Hajib, une référence en jurisprudence malékite.
L’érudit fassi Ahmed al-Mandjur le décrivait en ces termes : « Le savant accompli, le collaborateur, le mufti, le prédicateur... J’ai bénéficié de ses enseignements dans les domaines de la croyance, de la jurisprudence, du hadith, de la littérature, et bien d’autres encore » De son côté, Ibrahim al-Chawi figurait également parmi ses illustres disciples.
Shaqroun Al-Tilimsani est mort en 982 de l’hégire (1574) à l’âge de 72 ans, à Fès.

## Œuvre
- Explication d'al-Arjūzah al-Tilimsāniyah, fi al-Fara'id d'Abu Ishaq al-Ansari al-Tilimsani

## Lire aussi
- Ibn Jalal Tilimsani